# ObZen
obZen är det sjätte studioalbumet av det svenska progressiva extrem metal-bandet Meshuggah. Albumet gavs ut av det tyska skivbolaget Nuclear Blast i mars 2008. Första singeln från albumet, "Bleed", gavs ut i januari. Alla texter på albumet är skrivna av bandets trummis Tomas Haake. Musiken är skriven av Haake tillsammans med bandets båda gitarrister Fredrik Thordendal och Mårten Hagström. 
Utgivningen var planerad till november 2007, men den blev senarelagd ett halvår. Detta gjorde också att Meshuggah hoppade av den planerade Europaturnén med The Dillinger Escape Plan, för att inte fördröja utgivningen av albumet ytterligare.

## Albumdesign
Tidigare har bandet gjort sina albumomslag själva men valde nu att ta hjälp utifrån. Designen för obZen är skapad av Joachim Luetke, som också gjort albumomslag för bland andra Dimmu Borgir (In Sorte Diaboli, 2007) och Arch Enemy (Doomsday Machine, 2005). Den androgyna framtoningen av omslagsbildernas man sittande i lotusställning har skapats genom att ett fotografi av en manlig modell kombinerats med nederdelen av en kvinnlig modell.

## Låtlista
1. "Combustion" – 4:11
2. "Electric Red" – 5:53
3. "Bleed" – 7:22
4. "Lethargica" – 5:49
5. "obZen" – 4:27
6. "This Spiteful Snake" – 4:55
7. "Pineal Gland Optics" – 5:14
8. "Pravus" – 5:13
9. "Dancers to a Discordant System" – 9:36

## Medverkande
Musiker (Meshuggah-medlemmar)
- Jens Kidman – sång
- Fredrik Thordendal – gitarr
- Mårten Hagström – rytmgitarr
- Dick Lövgren – basgitarr
- Tomas Haake – trummor, slagverk, talade ord

Produktion
- Meshuggah – producent, ljudtekniker, ljudmix
- Fredrik Thordendal – ljudmix
- Björn Engelmann – mastering
- Joachim Luetke - albumdesign, omslagskonst, foto
- Tomas Haake – omslagsdesign